# 평범한 8반
《평범한 8반》은 영파카 작가가 네이버 만화에서 매주 월요일에 연재하는 대한민국의 웹툰이다.

## 줄거리
평범하지 않은 아이들이 모인 8반의 아이들이 성장하는 스토리

## 등장인물
- 감동원

머리가 대두이며 현재는 머리크기가 다시 줄어들었다.착하다.정아영과 사귀는중
- 남성훈

활발하고 장난을 많이 치며 팔이길다.
정아영을 짝사랑했었다. 현재 열애중.
- 한성재

팔이 6개이며 은지와 사귀다가 헤어졌다가 현재 다시 사귀다가 같은 이유로 또 헤어졌다.
- 정아영

꼬리가 있으며 현재 감동원과 사귀고 있다.
- 한은지

몸이 작으며 경리와 절친사이,한성재와 사귀었다가 헤어졌다가 다시 사귀다가 같은 이유로 또 헤어졌다.
- 박경리

여우 귀가 달려있으며 무척 예쁘다.
도봉구 선생님을 짝사랑 한다.
- 도봉구

머리 위에 링이 달려있으며 8반의 담임선생님이었다. 자신을 좋아하는 진보라에게 은근 여지를 주는듯 보인다.
- 나유나

8반으로 전학왔었으며
감동원을 좋아했었는데 차여서 마음을 접었다.
현재는 전학을 갔다.
- 최우성
- 진보라

도봉구를 좋아한다. 노래를 만든다. 현재 미국에서 살고 있다.